# 日耳曼敦 (密蘇里州)
日耳曼敦（英語：Germantown）是位於美國密蘇里州亨利縣的非建制地區。

## 歷史
日耳曼敦的郵局於1869年設立，其後於1876年停運。

## 地理
日耳曼敦所處的海拔為高於海平面251米（即823英呎），而該地所採用的時區為UTC-6，即北美中部時區（CST）。同時該地設有夏令時間，為UTC-6調快一小時，即UTC-5（CDT）。